# Instituto Cardenal Cisneros

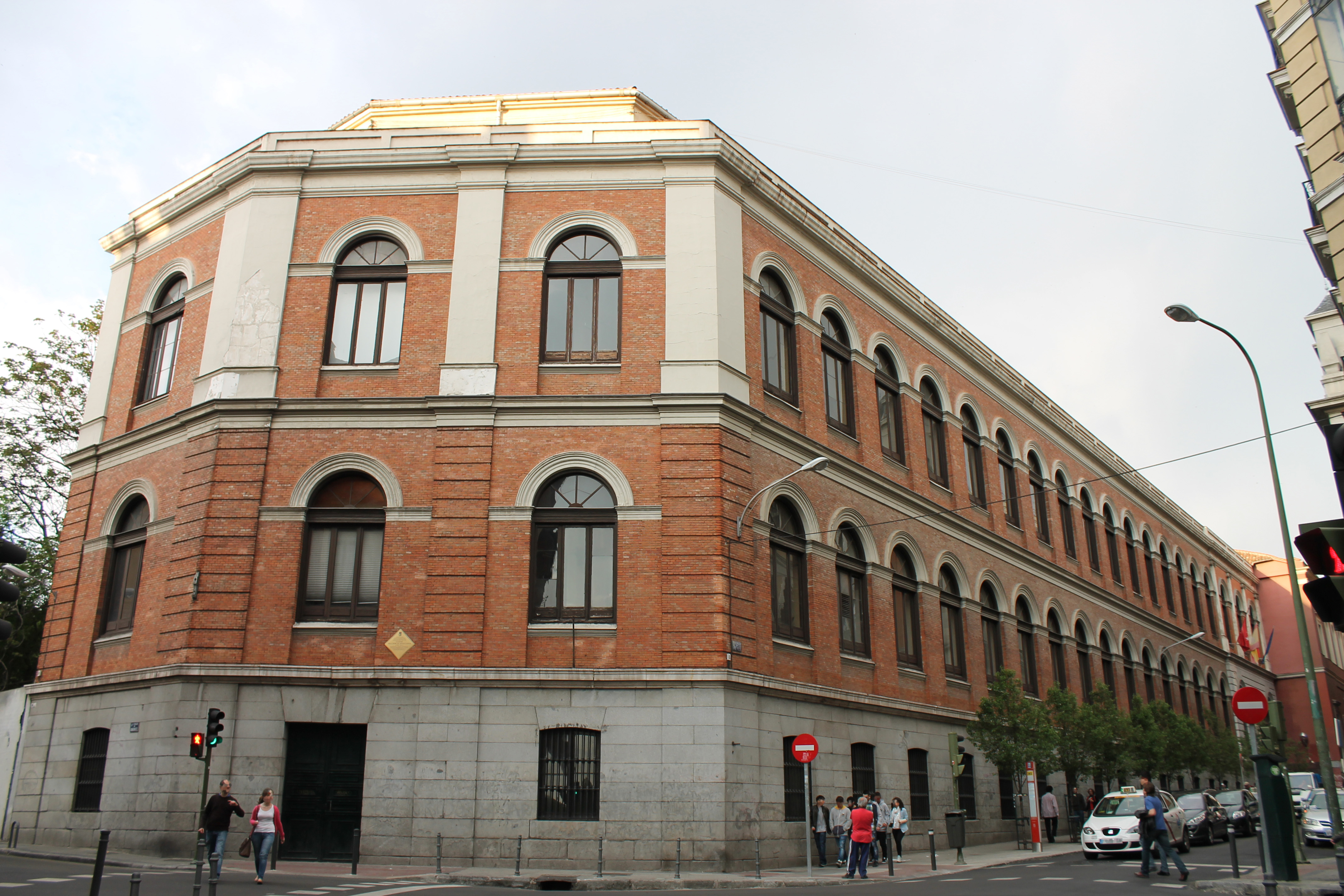
Instituto Cardenal Cisneros. Chaflán de la calle de Amaniel esquina a la de los Reyes (a la derecha).

El Instituto Cardenal Cisneros (IES Cardenal Cisneros) es un centro de enseñanza de Madrid dedicado a la Segunda Enseñanza, creado en 1845 con el nombre de Instituto del Noviciado, instalado en el edificio del Caserón de San Bernardo, en la primitiva Universidad de la carrera de San Bernardo. Está situado en la calle de los Reyes nº 4, entre las calles de San Bernardo y Amaniel, y vecino a la Gran Vía, al este, y la plaza de España, al sur.

## Historia
Se fundó en 1845, durante el reinado de Isabel II, con el establecimiento de los Estudios de Segunda Enseñanza Elemental en el Plan de Pedro José Pidal. En su origen se llamó Instituto del Noviciado, pues sus clases ocuparon aulas de la Universidad Literaria de Madrid, trasladada desde Alcalá de Henares en 1836 e instalada en el edificio de noviciado de jesuitas de San Bernardo. Tenía su entrada por una puerta independiente de la Universidad, en la calle de los Reyes nº 2, 
El Instituto de Noviciado y el Instituto de San Isidro fueron los dos primeros centros dedicados en Madrid a la Enseñanza Secundaria. En 1877, se bautizó como instituto "Cardenal Cisneros" en honor del fundador de la Universidad de Alcalá, y por Real Orden de 21 de junio, firmada por Alfonso XII. En 1847, en virtud de la aplicación del Plan de Estudios de Nicomedes Pastor Díaz, se separaron del ámbito universitario los estudios de los Institutos de la Facultad de Filosofía, para depender administrativamente de la Secretaría de la Universidad y quedando privados del derecho a conferir el grado de Bachiller, que poco después les fue devuelto bajo condición de que formara parte de los tribunales un catedrático de la Facultad de Filosofía, delegado del rector. A partir de entonces el Instituto del Noviciado quedó bajo el gobierno de su propio director, siendo el primero en ejercerlo Francisco Tramarría, catedrático de Francés.

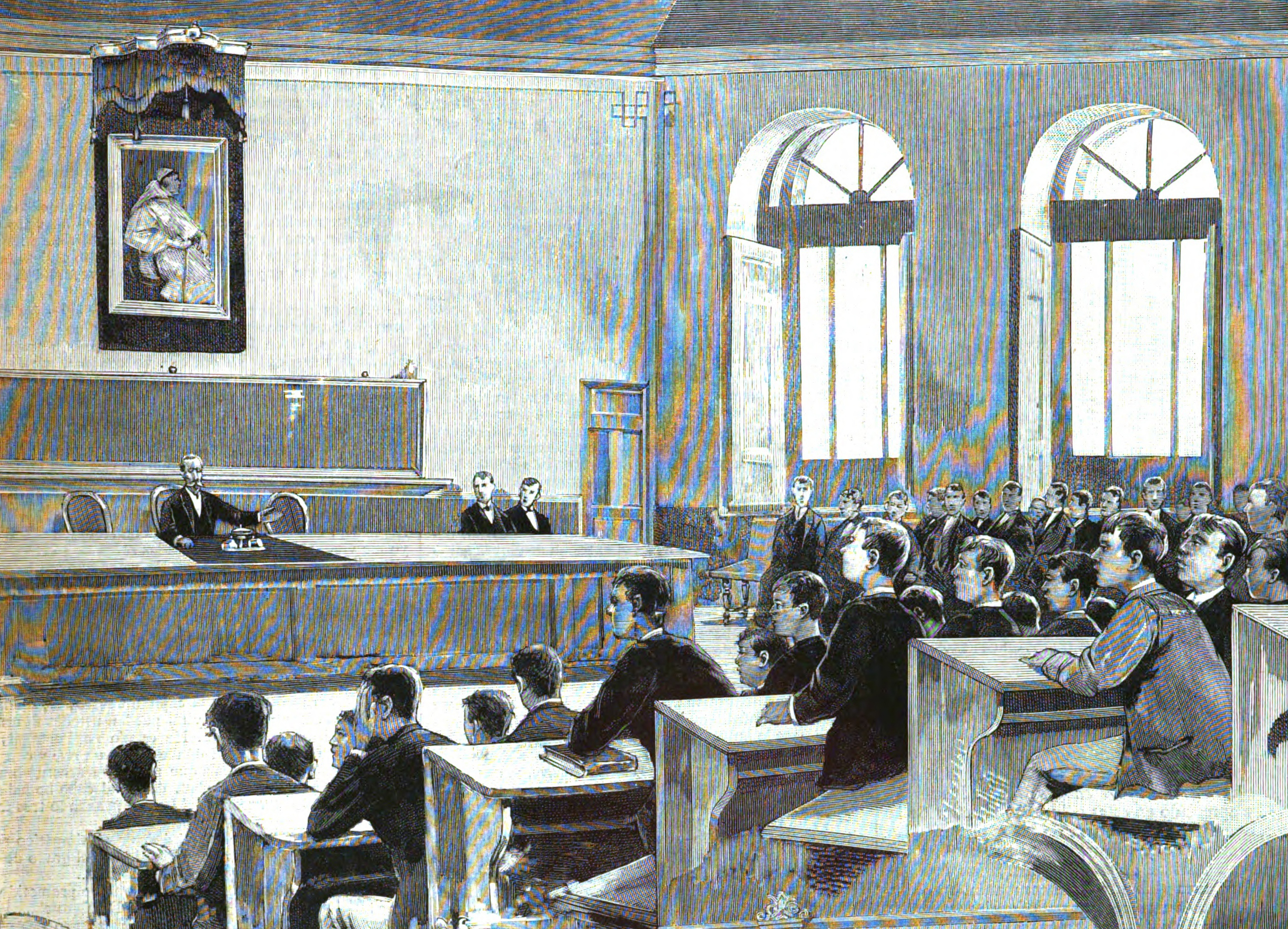
Interior de una clase (1889)

Con la Ley Moyano de 1857, se independizó la administración de los Institutos de la Universidad, otorgando así a los directores de éstos la facultad de visitar e inspeccionar a los colegios privados, que desde ese momento pasaron a depender de los Institutos de forma directa (y no de la Universidad como antes de dicha ley). La Revolución de 1868 interrumpió el curso normal de las clases y si bien, según dijo el en aquel momento director del centro, "derrumbó instituciones seculares y conmovió los más hondos cimientos del edificio social en España", lo cierto es que antes de dos meses la actividad se había reanudado, con importantes cambios pedagógicos y académicos. Se aumentó el profesorado participando en el nuevo claustro catedráticos de la Universidad junto a los del Instituto. Entre los que en aquel momento se ofrecieron a dar clases gratuitamente estaban Nicolás Salmerón y Francisco Giner de los Ríos. Más singular y relevante, en el conjunto de la historia de la educación en España, sometida al concurso de la Iglesia católica fue el establecimiento de la libertad de enseñanza, dejando a la iniciativa del alumno el asistir o no a las clases y permitirle matricularse de cualquier asignatura, pudiendo simultanear los estudios del Instituto y los de la Facultad. De forma paralela en el plano de las libertades, el profesorado no estaba obligado a seguir un programa ajeno o externo a su propio criterio. Otra novedad importante fueron las clases nocturnas, concebidas para facilitar la instrucción de las clases obreras.

### Edificio
El primitivo instituto no tuvo espacio propio hasta 1876/1888, cuando se construyó el Caserón de San Bernardo sobre el solar de la antigua casa-tahona del Marqués de Linares, por disposición del conde de Toreno, ministro de Fomento en aquel momento y antiguo alumno del centro. El proceso administrativo arquitectónico que se inició con la compra del solar en 1876, culminó en 1888 con la inauguración del edificio proyectado en 1878 por el arquitecto Francisco Jareño, comenzándose las clases en el curso siguiente con entrada por la calle de los Reyes. 

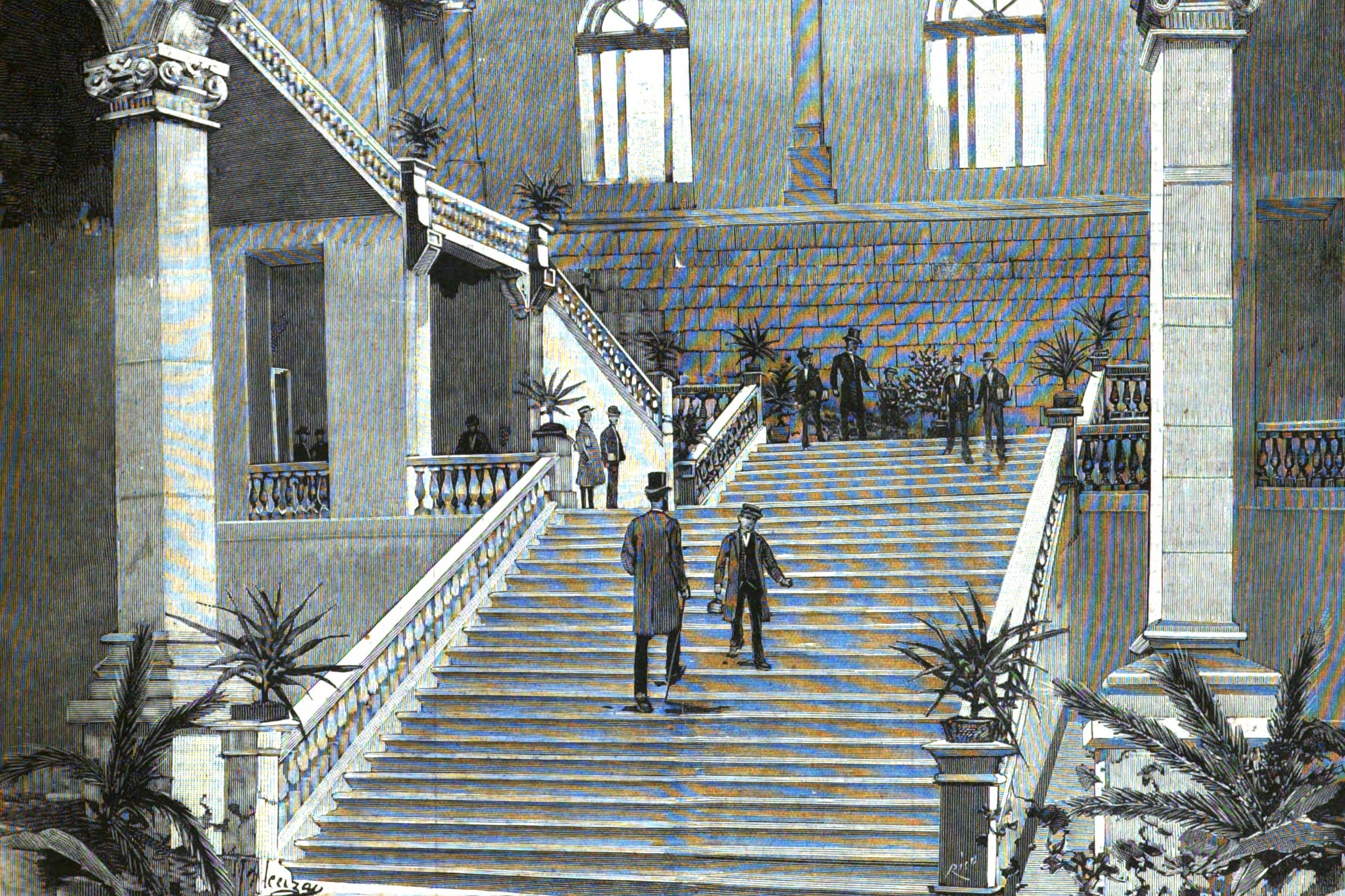
Escalera del instituto en un grabado de finales del, a partir de dibujo del natural de Manuel Alcázar.

Destaca en el edificio la "escalera imperial, de mármol, iluminada por vidrieras decoradas con grecas y el escudo del Cardenal Cisneros. También es notable en el proyecto original la disposición escalonada de bancos corridos en las aulas para los alumnos, frente a la tarima reservada al profesorado, aunque solo se ha conservado en el aula magna. El espacio docente dispuso además de Gabinetes de Historia Natural, Física, Química, Matemáticas, Geografía e Historia, etc. Asimismo, desde 1857 y durante años, tuvo un Jardín Botánico, en la huerta de la Universidad, con plantas traídas del jardín Botánico de Madrid, del Vivero de la Villa y del Real Patrimonio de Aranjuez; queda noticia de que sus frutos y sus aplicaciones herborísticas se repartían gratis a los vecinos pobres de la capital de España.
Entre 1936-39, la actividad académica del Cisneros quedó interrumpida por la Guerra Civil, dada su proximidad al frente de la Ciudad Universitaria y la caída de obuses en el edificio, que llegaría a sufrir algunos desperfectos. Durante la posguerra, el crecimiento del número de alumnos impuso su ampliación construyéndose un tercer piso, abierto al uso en el curso 1953-54 y conocido popularmente como "el palomar". Poco después, en 1957, el traslado de algunas facultades de la Universidad Central a la nueva Ciudad Universitaria de Madrid permitió ocupar nuevos espacios en el edificio, anejas al llamado Patio del Rector.

### Profesores y alumnos ilustres
En el claustro de docentes del Cisneros a lo largo de su historia se encuentran personalidades como Manuel María José de Galdo, alcalde de Madrid; escritores y embajadores como Ernesto Giménez Caballero, senadores como Commelerán, o ministros como Antonio López Muñoz. La primera mujer que ocupó el cargo de directora fue Caridad Robles Mendo, en 1972. De entre los profesores que dedicaron su atención a escribir libros de texto (cuyas ediciones se usarían tanto en España como en las colonias de ultramar), puede citarse a Francisco Tramarría y Carranza de Francés; Juan Cortázar y Abasolo, Ambrosio Moya de la Torre, Acisclo Fernández Vallín y Bustillo, Ignacio Suárez Somonte, Francisco Verdejo Páez, Bernando Monrela y Ascaso, José María Igual Merino y Vicente García de Diego, entre otros muchos.
A lo largo del siglo XIX, hubo una clara mayoría de alumnos varones con un aumento paulatino de mujeres que tuvo su cénit en la década de 1930. Tras la Guerra Civil Española, la dictadura franquista suprimió la enseñanza mixta y el instituto fue masculino en exclusiva, hasta el curso 1984-85 en que las alumnas volvieron a poder estudiar en él. En una breve lista de alumnos ilustres –claramente determinada por esta última circunstancia – podrían anotarse los nombres de profesores como Ramón Menéndez Pidal, María Goyri, José Deleito, Juan Dantín Cereceda, Francisco Rodríguez Adrados, María Elena Gómez Moreno o Antonio Colino; pensadores como José Luis López Aranguren o Julián Marías; actores como Fernando Fernán Gómez, Andrés Pajares o Fernando Guillén; políticos como Manuel Azaña, José Antonio Primo de Rivera, Eduardo Dato, Clara Campoamor, Enrique Balmaseda y Victoria Kent; escritores como los hermanos Manuel y Antonio Machado, Manuel de Sandoval y Cútoli, Jorge Semprún, Jesús López Pacheco; cineastas como José Luis Garci y Gerardo Vera; aristócratas como el conde de Romanones o el conde de Toreno; militares como Manuel Gutiérrez Mellado; o empresarios como Santiago Bernabéu o pretendidas niñas prodigio como Hildegart Rodríguez Carballeira.

### Continuidad
En 1995 se celebró el 150 aniversario de la creación del Instituto, con asistencia de los entonces reyes de España Juan Carlos I y Sofía. Como depósito de documentación histórica sus archivos han sido estudiados por personal del instituto como las profesoras Gloria González y Begoña Talavera, hallándose documentos como las calificaciones de Antonio Machado o informes de desperfectos en el centro durante la Guerra Civil, materiales que pasaron al Archivo Histórico de la Comunidad de Madrid. El estudio de los fondos de su biblioteca, a cargo de Carmen Rodríguez, incluye hallazgos como el primer libro de texto de Historia Natural.